# Хорхе Сампаолі
Хорхе Сампаолі (ісп. Jorge Sampaoli, нар. 13 березня 1960, Касільда) — аргентинський футбольний тренер. Професор фізичного виховання Інституту імені бригадного генерала Естаніслао Лопеса в Санта-Фе.

## Біографія
Сампаолі не грав у футбол на професійному рівні. Кар'єрі футболіста завадила травма, отримана в молодому віці, коли Сампаолі займався в молодіжній школі «Ньюелз Олд Бойз». Після цього Хорхе здобував професійну освіту в Інституту імені бригадного генерала Естаніслао Лопеса, де отримав ступінь професора.
2002 року Сампаолі почав тренерську кар'єру на вищому рівні, очоливши тренерський штаб клубу «Хуан Ауріч». Наступного року також недовго працював в іншому перуанському клубі «Спорт Бойз».
2004 року вивів «Коронель Болоньесі» вперше в історії клубу в міжнародні турніри, а саме в Південноамериканський кубок. Команда стабільно виступала і в наступному сезоні, а 2007 року, після удходу Сампаолі, зуміла стати віцечемпіоном Перу. Того року Хорхе очолював вже один з найтитулованіших клубів країни, «Спортінг Крістал».
У 2008—2009 роках працював в чилійському «О'Хіггінсі», а 2010 року привів еквадорський «Емелек» до другого місця в чемпіонаті Еквадору.
На початку 2011 року очолив «Універсідад де Чилі», прийшовши на зміну уругвайському фахівцеві Херардо Пелуссо, який перейшов в асунсьйонську «Олімпію». Цей сезон став тріумфальним для аргентинського фахівця та клубу. «Сині» виграли обидва чемпіонату Чилі, що пройшли в календарному році — апертуру та клаусуру. У другій половині року Сампаолі привів «сов» до першої в історії клубу перемогу в міжнародному турнірі — Південноамериканському кубку. У фінальному протистоянні чилійці двічі впевнено обіграли найсильнішу команду Південної Америки згідно з рейтингом КОНМЕБОЛ — еквадорський ЛДУ Кіто.
З листопада 2012 року по 2016 очолював тренерський штаб збірної Чилі, з якою:
- потрапив на чемпіонат світу 2014 року в Бразилії.
- переміг на домашньому Копа Америка-2015 у післяматчевій серії (4-1) збірну Аргентини.

27 червня було Сампаолі було оголошено новим тренером «Севільї». З іспанською командою пропрацював лише один з двох років контракту, привівши її до четвертої позиції у Ла-Лізі, яка дає право участі у кваліфікації Ліги чемпіонів УЄФА. 
Причиною припинення співпраці із «Севільєю» стало запрошення повернутися на батьківщину й очолити національну збірну Аргентини, яка на той час, за чотири тури до завершення відбору до чемпіонату світу, посідала п'ятий рядок турнірної таблиці змагання, який вже не дає права потрапляння напряму до фінальної частини чемпіонату світу. Після розв'язання питань передчасного розірвання контракту із «Севільєю» був офіційно представлений очільником тренерського штабу аргентинців 1 червня 2017 року. За вісім днів провів свою першу гру як головний тренер цієї збірної, яка здолала у товариській грі бразильців з рахунком 1:0.

## Тактика
Сампаолі є великим шанувальником тренерських методик Марсело Б'єльси, з яким неодноразово особисто спілкувався і консультувався з ряду методологічних питань. Крім того, Сампаолі — прихильник використання сучасних технологій в процесі підготовки команди. Зокрема, він використовує комп'ютерні програми створення фізичного профілю футболістів, а також відео з YouTube, однак підкреслює, що самі по собі такі відеозаписи не можуть дати повного уявлення про футболіста.
Фахівці відзначають революційність підходу Сампаолі до тактики, яку він застосував, працюючи тренером «Універсідад де Чилі». Півзахист вибудуваний «ромбом», в нападі грають одразу три футболісти, двоє з яких допомагають наконечнику-бомбардиру забивати голи. 2011 року таким лідером атак став Едуардо Варгас. Попри те, що в обороні, крім воротаря, залишаються лише три захисники, насиченість півзахисту та мобільність дій футболістів дозволяло «синім» пропускати вкрай мало голів. Так, у переможній кампанії Південноамериканського кубка 2011 року «Універсідад де Чилі» пропустив у 12 матчах лише 2 голи.

## Титули та досягнення
- Чемпіон Чилі (2) : 2011 (Апертура), 2011 (Клаусура)
- Віце-чемпіон Еквадору (1) : 2010
- Південноамериканський кубок (1) : 2011
- Переможець Кубка Америки: 2015
- Переможець Суперкласіко де лас Амерікас: 2017
- Найкращий тренер Чилі за версією El Gráfico Chile (1) : 2011
- Найкращий тренер Чилі за версією ANFP (1) : 2011
- Його «Севілья» перервала рекордну безпрограшну серію мадридського «Реала» з 40 матчів (гол новачка Стевана Йоветича).[2]